# Rinosettoplastica
La rinosettoplastica è l'intervento chirurgico che permette di rimodellare il naso correggendolo sia dal punto di vista estetico che dal punto vista funzionale attraverso l'unione, in una sola operazione, degli interventi di rinoplastica, che corregge la struttura esterna, e di settoplastica, che corregge invece la struttura interna del naso raddrizzando il setto nasale deviato.